# Tures (Costa Rica)
Tures è un distretto della Costa Rica facente parte del cantone di Santo Domingo, nella provincia di Heredia.
Tures comprende 2 rioni (barrios):
- Calle Vieja
- Quebradas